# Atletica leggera ai Giochi della XXVIII Olimpiade - Salto triplo femminile

Video della Finale (Françoise Mbango)

Video della Finale (Hrysopiyi Devetzi)

Video della Finale (Tatiana Lebedeva)

Il salto triplo ha fatto parte del programma di atletica leggera femminile ai Giochi della XXVIII Olimpiade. La competizione si è svolta nei giorni 21 e 23 agosto 2004 allo Stadio Olimpico di Atene.

## Presenze ed assenze delle campionesse in carica
| Competizione         | Atleta                 | Prestazione | Atene 2004  |
| -------------------- | ---------------------- | ----------- | ----------- |
| Olimpiadi 2000       | Tereza Marinova        | 15,20 m     | Assente     |
| Commonwealth 2002    | Ashia Hansen           | 14,86 m     | Infortunata |
| Europei 2002         | Ashia Hansen           | 15,00w m    | Infortunata |
| Coppa del mondo 2002 | Françoise Mbango Etone | 14,37 m     | Presente    |
| Asiatici 2002        | Huang Qiuyan           | 14,28 m     | Presente    |
| Panamericani 2003    | Mabel Gay              | 14,42 m     | Non selez.  |
| Africani 2003        | Kéné Ndoye             | 14,23 m     | Presente    |
| Mondiali 2003        | Tat'jana Lebedeva      | 15,18 m     | Presente    |
|                      |                        |             |             |
| Mondiali junior 2000 | Anastasija Ilina       | 14,24 m     | Non selez.  |

1. ↑  Sotto la bandiera del Camerun.

## Turno eliminatorio
Qualificazione14,50 m
Ben quindici atlete ottengono la misura richiesta. La migliore prestazione è di Hrysopiyí Devetzí con 15,32 m, che migliora il suo personale all'aperto di 67 cm.

## Finale
Stadio olimpico, lunedì 23 agosto, ore 18:45.
Dopo l'exploit in qualificazione, Hrysopiyí Devetzí comincia bene la finale con un salto a 14,96. L'altra favorita, Tat'jana Lebedeva, fa un nullo. Al secondo turno la sorpresa: la camerunese Françoise Mbango Etone atterra a 15,30 (record africano) e mette le mani sull'oro.
La Devetzí prova a reagire ed infila due salti oltre i 15 metri alla terza e alla quarta prova (15,25), ma le valgono solo a consolidare l'argento. Le risponde al quinto turno la Mbango con 15,21 ed al sesto con 15,30. La camerunese ha dominato la competizione.
Nel finale di gara Tat'jana Lebedeva, la grande delusa, raggiunge il terzo posto superando di poco i 15 metri.
È stata la gara con il più alto contenuto tecnico della storia: ben 4 atlete hanno superato 15 metri e sono stati ottenuti i migliori salti per tutte le posizioni dalla seconda alla dodicesima.

Quella di Françoise Mbango Etone è la prima medaglia d'oro del Camerun ai Giochi Olimpici.
| Pos     | Paese e Atleta         | 1° salto | 2° salto | 3° salto | 4° salto | 5° salto | 6° salto | Miglior Misura | Note            |
| ------- | ---------------------- | -------- | -------- | -------- | -------- | -------- | -------- | -------------- | --------------- |
| Oro     | Françoise Mbango Etone | X        | 15,30    | 15,02    | 15,17    | 15,21    | 15,30    | 15,30          | Record africano |
| Argento | Hrysopiyí Devetzí      | 14,96    | 14,59    | 15,14    | 15,25    | X        | 14,92    | 15,25          |                 |
| Bronzo  | Tat'jana Lebedeva      | X        | 14,84    | 14,95    | X        | 15,04    | 15,14    | 15,14          |                 |
| 4       | Trecia Smith           | X        | 15,02    | 13,23    | X        | X        | 14,70    | 15,02          |                 |
| 5       | Yamilé Aldama          | X        | 14,90    | 14,74    | 14,99    | 13,92    | 14,19    | 14,99          |                 |
| 6       | Baya Rahouli           | 14,75    | 14,86    | 14,57    | 14,76    | X        | 14,68    | 14,86          |                 |
| 7       | Magdelín Martínez      | 14,70    | 14,85    | 14,58    | 14,50    | 14,51    | 14,76    | 14,85          |                 |
| 8       | Anna Pjatych           | 14,16    | 14,58    | X        | X        | X        | 14,79    | 14,79          |                 |
| 9       | Yusmay Bicet           | X        | X        | 14,57    |          |          |          | 14,57          |                 |
| 10      | Olena Hovorova         | 14,07    | 14,35    | 14,35    |          |          |          | 14,35          |                 |
| 11      | Olga Vasdeki           | 14,34    | 14,08    | X        |          |          |          | 14,34          |                 |
| 12      | Huang Qiuyan           | 13,85    | 14,33    | 14,04    |          |          |          | 14,33          |                 |
| 13      | Natalija Safronova     | 14,20    | X        | 14,22    |          |          |          | 14,22          |                 |
| 14      | Kène N'Doye            | X        | 14,09    | 14,18    |          |          |          | 14,18          |                 |
| 15      | Adelina Gavrilă        | X        | X        | 13,86    |          |          |          | 13,86          |                 |